# Gmina Eslöv
Gmina Eslöv (szw. Eslövs kommun) – gmina w Szwecji, w regionie Skania, z siedzibą w Eslöv.
Pod względem zaludnienia Eslöv jest 82. gminą w Szwecji. Zamieszkuje ją 29 740 osób, z czego 49,79% to kobiety (14 808) i 50,21% to mężczyźni (14 932). W gminie zameldowanych jest 1406 cudzoziemców. Na każdy kilometr kwadratowy przypada 70,64 mieszkańca. Pod względem wielkości gmina zajmuje 195. miejsce.